# Aube Elléouët
Aube Elléouët est une artiste plasticienne française spécialisée dans les collages, née le 20 décembre 1935 à Paris.
Elle est connue pour être la fille d'André Breton, et de Jacqueline Lamba.

## Biographie
Aube a pour parents l’écrivain André Breton, surnommé « le Pape du Surréalisme », et l’artiste plasticienne Jacqueline Lamba, sa deuxième épouse.
Ils se séparent pendant la Seconde guerre mondiale et divorcent en 1945. Son père se remarie aussitôt aux États-Unis à Elisa Bindhoff, une artiste chilienne.
Les lettres que son père lui a envoyées des années 1930 aux années 1960 ont fait l'objet de l'édition par Jean-Michel Goutier, des Lettres à Aube chez Gallimard en 2009.
En 1955, elle rencontre l'artiste peintre, poète et écrivain Yves Elléouët. Ils se marient l'année suivante. De 1960 à 1966, elle travaille comme assistante sociale à Paris. 
En 1966, elle s'installe à Saché en Touraine où elle crée son atelier. À partir de 1970, elle réalise des collages délicats mêlant poésie et humour. Elle pratique le collage avec des images, des cartes postales, des cartes à jouer, des objets chinés dans les brocantes. Ses thématiques de prédilection sont : la mer, Fantômas, les chouettes effraies et les cartes à jouer. 
Elle fonde la collection « Phares » chez Seven Doc composée de coffrets assemblant livres et DVD, dont le but est de rendre accessible l’histoire du surréalisme par l’image et le son. Marquée par le parcours artistique de sa propre mère, la collection vise également à faire connaître les artistes surréalistes moins connus, et à faire apparaître l’importance des artistes femmes dans le mouvement surréaliste,.

## Expositions
- 1977 : première exposition personnelle à la galerie Le Triskele, à Paris.
- 1987 : Flagrants délices, exposition à la galerie de l'Imagerie, à Paris.
- 2009 : Beautés monstres. Curiosités, prodiges et phénomènes, exposition au musée des Beaux-Arts de Nancy et Dada e surrealismo riscoperti, exposition au Complesso monumentale del Vittoriano de Rome.
- 2012 : Le jeu de l'aube à tire d'aile, à la Galerie 1900-2000. Le catalogue comprend des textes de François-René Simon et Léopold Poyet.

## Œuvres
Les œuvres citées ci-dessous sont des collages, sauf indication contraire.
- La Goutte d'eau, 1972
- Deux coquillages et deux bras de poupée, objet, 1985
- Météo marine, 1994
- La Cathédrale engloutie, 1996
- Hommage à Taslima Nasreen, 1996
- Géode, 1996
- Géode IV ou le Bouton du marin, 2008, collection de l'artiste[8]